# Fundamental (Bonnie Raitt)
Fundamental è il tredicesimo album in studio della cantante statunitense Bonnie Raitt, pubblicato nell'aprile del 1998.

## Tracce
1. The Fundamental Things – 3:45 (David Batteau, John Cody, Lawrence Klein)
2. Cure for Love – 4:11 (David Hidalgo, Louie Pérez)
3. Round & Round – 3:16 (Willie Dixon, J. Lenoir)
4. Spit of Love – 4:44 (Bonnie Raitt)
5. Lover's Will – 4:30 (John Hiatt)
6. Blue for No Reason – 4:13 (Paul Brady, Bonnie Raitt)
7. Meet Me Half Way – 4:16 (Beth Nielsen Chapman, Bonnie Raitt, Annie Roboff)
8. I'm on Your Side – 3:44 (Bonnie Raitt)
9. Fearless Love – 4:06 (Dillon O'Brian)
10. I Need Love – 2:41 (Joey Spampinato)
11. One Belief Away – 4:36 (Paul Brady, Dillon O'Brian, Bonnie Raitt)

Durata totale: 44:02

## Musicisti
- Bonnie Raitt - voce, chitarra slide
- Bonnie Raitt - chitarra acustica (brani: I'm on Your Side e One Belief Away)
- Bonnie Raitt - tastiere (brani: Spit of Love e I'm on Your Side)
- Bonnie Raitt - arrangiamenti strumenti a fiato
- Mitchell Froom - moog bass (brano: Spit of Love)
- Mitchell Froom - accordion (brano: Fearless Love)
- Mitchell Froom - tastiere aggiunte (brano: Blue for No Reason)
- Pete Thomas - batteria, percussioni
- Joey Spampinato - basso, cori (brani: Round & Round e I Need Love)
- Steve Donnelly - chitarra ritmica, cori (brano: Round & Round)
- David Hidalgo - chitarre, basso, cori (brano: Cure for Love)
- James Hutch Hutchinson - basso (brani: I'm on Your Side e One Belief Away)
- Terry Adams - tastiere, cori (brano: I Need Love)
- Scott Thurston - tastiere (brano: Blue for No Reason)
- Dillon O'Brian - cori (brano: Fearless Love)
- Renée Geyer - cori (brano: Spit of Love)
- Jeff Young - armonie vocali (brano: One Belief Away)
- Mark Shark - armonie vocali (brano: Blue for No Reason)
- Sir Harry Bowens - cori (brani: The Fundamental Things e One Belief Away)
- Terrance Forsythe - cori (brani: The Fundamental Things e One Belief Away)
- Tony Braunagel - tamburello (brano: Blue for No Reason)
- Marty Grebb - sassofono tenore (brano: The Fundamental Things)
- Nick Lane - trombone (brano: The Fundamental Things)
- Nick Lane - trombone, euphonium (brano: Lover's Will)
- Richard Braun - tromba (brano: Lover's Will)
- Jimmy Roberts - sassofono (brano: Lover's Will)
- Marty Grebb - sassofono baritono (brano: Lover's Will)
- Joe Sublett (The Texacali Horns) - sassofono tenore (brano: One Belief Away)
- Darrell Leonard - tromba (brano: One Belief Away)

Note aggiuntive:
- Mitchell Froom, Bonnie Raitt e Tchad Blake - produttori
- Registrazioni (e mixaggio) effettuate al Sunset Sound Factory di Hollywood, California, 1997
- Tchad Blake - ingegnere delle registrazioni e del mixaggio
- Husky Hoskulds - assistente ingegnere delle registrazioni e del mixaggio
- Bob Ludwig - masterizzazione (effettuata al Gateway Mastering di Portland, Oregon)[4]